# Street Rod
Street Rod es un videojuego de carreras desarrollado por PZKaren Co. Development Group y Logical Design Works, basado en un concepto original de Magic Partners y publicado por California Dreams para Amiga, Commodore 64 y MS-DOS. Street Rod presentó exclusivamente Hot Rods, y los primeros Muscle Cars estadounidenses, específicamente los de GM, Ford y Chrysler. En diciembre de 2012, MK Consultancy, de los Países Bajos, adquirió la propiedad de los derechos de autor de los juegos Street Rod y relanzó Street Rod como freeware en 2014. Street Rod SE, una versión actualizada que incluye todos los vehículos del Car Data Disk, también se lanzó como software gratuito en 2014.
Street Rod fue lanzado en 1989 y tiene lugar en el año 1963. Equipado con un garaje y una pequeña cantidad de efectivo ($750), el jugador compra un automóvil usado de los clasificados en un periódico y se embarca en un viaje para ascender de rango ganando carreras contra otros corredores. Usando el dinero ganado a través de las carreras, el jugador puede modificar el auto y ganar suficientes carreras gana el derecho a desafiar al Rey por su posición.

## Jugabilidad
El jugador comienza en el garaje, donde se pueden comprar automóviles y repuestos en el periódico. El jugador debe instalar las piezas compradas entrando en el capó o debajo del automóvil y luego quitando una serie de tornillos para quitar partes del motor y la transmisión. Luego, estas piezas deben reinstalarse en orden y los pernos reemplazados, de lo contrario, el automóvil no se podrá conducir. Para instalar neumáticos, el automóvil debe estar levantado. Mientras corre, el automóvil eventualmente se quedará sin combustible, que el jugador debe obtener en la estación de servicio.
La competencia para competir se encuentra saliendo del garaje y yendo al restaurante local. Las carreras se llevan a cabo en una dragstrip (opción de carrera de arrastre) o en una carretera rural abierta. Las apuestas en las carreras de resistencia se pueden establecer desde "¡Solo por diversión!" (sin apuesta) a $10 y $50. En la carrera de ruta, las apuestas se pueden establecer entre $ 25 y $ 100 y "fichas rosas" (el ganador recibe el auto del perdedor). Cuando comienza la carrera, el jugador debe esperar a que se le dé una señal para ir o, de lo contrario, perderá la carrera.
Si el coche del jugador no tiene transmisión automática, puede "dejar caer su transmisión" durante la carrera si mantiene presionado el acelerador mientras cambia de marcha, o soplar el motor si el dial del tacómetro está en la zona roja durante demasiado tiempo. En cualquier caso, el jugador perdería la apuesta que hizo y sería transportado de regreso al garaje, donde tendrá que conseguir piezas nuevas para su coche.
Si el jugador choca su automóvil durante la carrera, puede reparar el automóvil por una tarifa, o hacer que se desguace y recibir el valor de desguace. Sin embargo, si se ve involucrado en un accidente grave o si el automóvil ya ha sido reparado varias veces antes, solo podrá recibir el valor de desecho del automóvil. Durante la carrera en ruta, el jugador ocasionalmente también era perseguido por la policía. Si el jugador intenta evadir a la policía y sigue acelerando, será multado con $75 si lo atrapan. Si el jugador se ralentiza, será multado con $20. Cualquiera de los casos da como resultado la pérdida de la carrera. Si el jugador no puede pagar la multa, será enviado a prisión.
Si el jugador no tiene un automóvil o dinero suficiente para comprar el automóvil más barato, el juego termina.
El desafío es vencer al Rey en una carrera de ruta. Si el jugador gana, obtiene el coche y la novia del Rey y se convierte en el nuevo Rey.

## Recepción
Computer Gaming World declaró que "los diseñadores de Street Rod tienen mucho de qué estar orgullosos... este juego puede ser recomendado para los amantes de esta era de Americana".

## Secuela
Street Rod 2: The Next Generation fue lanzado en 1991. El juego tiene lugar en el año 1969.